# Louis-Crato de Nassau-Sarrebruck
Louis Crato, Comte de Nassau-Sarrebruck (allemand : Ludwig Krafft, Graf von Nassau-Saarbrücken; 28 mars 1663, Sarrebruck – 14 février 1713 à Sarrebruck) est un noble allemand.

## Biographie
Il est le fils du comte Gustave-Adolphe de Nassau-Sarrebruck et Éléonore-Claire de Hohenlohe-Neuenstein. Il fait ses études à Neuenstein avec son oncle, le comte Wolfgang de Hohenlohe-Neuenstein, et, plus tard, à Tübingen. Son père est à l'époque prisonnier de guerre en France.
À la mort de son père, en 1677, il hérite des comtés de Sarrebruck et de Sarrewerden. Il ne peut pas prendre l'administration de ses territoires, parce qu'ils sont occupés par les Français. C'est probablement la recherche de l'aventure et le manque d'opportunités qui le conduisent à entrer au service des français. Il atteint le grade de lieutenant général. Au cours de sa carrière, il est distingué par sa bravoure et son sang-froid. Il prend part au siège et à la prise de Luxembourg en 1684. Pendant la Guerre de la Ligue d'Augsbourg, il sert dans l'armée néerlandaise à la Bataille de Fleurus (1690) (gravement blessé), au siège de Namur, à la Bataille de Steinkerque (1692), et à la Bataille de Neerwinden (1693). Le Roi de France sanctionne cette courte période avec l'armée néerlandaise par la saisie de ses terres. Après le Traité de Ryswick en 1697, ses terres sont rendues et il devient régent. Au cours de la Guerre de Succession d'Espagne il a uniquement un rôle consultatif.
Il est considéré comme un bon souverain, qui pouvait garder son pays à l'écart des autres guerres. Il organise l'administration de la justice et les finances de l’État. Il montre de la bienveillance et réorganisé le système scolaire.
Son frère Charles Louis, comte de Nassau-Sarrebruck lui succède.

## Mariage et descendance
Le 25 avril 1699, il épouse la comtesse Henriette-Philippine de Hohenlohe-Langenbourg (1679-1751), fille du comte Henri-Frédéric de Hohenlohe-Langenbourg.
- Elise (1700-1712)
- Éléonore Dorothée (1701-1702)
- Henriette (1702-1769)
- Caroline (1704-1774), mariée au comte Palatin du Rhin Christian III de Deux-Ponts-Birkenfeld
- Louise-Henriette (6 décembre 1705 – 28 octobre 1766), qui épouse le prince Frédéric-Charles de Stolberg-Gedern (1693-1767)
- Éléonore (1er juillet 1707 – 15 octobre 1769), mariée au comte Louis de Hohenlohe-Langenbourg
- Louis (1709-1710)
- Christine (1711-1712)